# Hooggerechtshof van Missouri

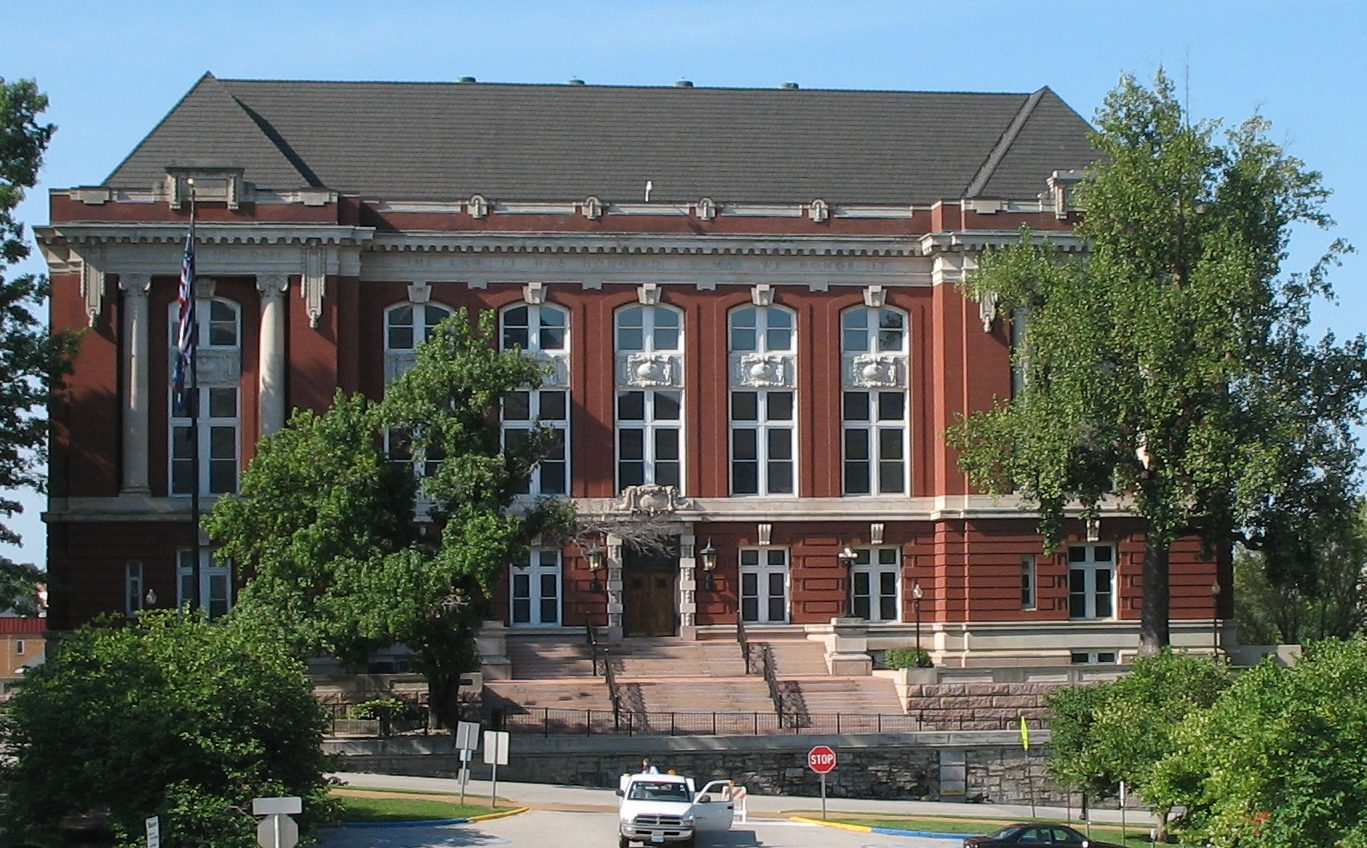
Missouri Supreme Court Building

Het Hooggerechtshof van Missouri (Missouri Supreme Court) is de hoogste rechtssprekende bevoegdheid van deze Amerikaanse deelstaat. Het gerechtshof bestaat uit zeven rechters en werd in 1820 opgericht. Het gerechtsgebouw bevindt zich in Jefferson City. 
De meest belangrijke kwestie ooit door deze rechtbank behandeld was de zaak Dred Scott vs. Sandford uit 1857. Een zwarte slaaf wiens eigenaar uit Missouri was overleden, klaagde de staat aan om zijn vrijheid te verkrijgen. Zowel het Hooggerechtshof uit Missouri en de federale rechtbank stelden hem in het ongelijk. Uiteindelijk werden de vonnissen uit de rechtszaak een belangrijke factor in de Amerikaanse Burgeroorlog.